# Bagajevszkajai járás
A Bagajevszkajai járás (oroszul: Багаевский муниципальный район) Oroszország egyik járása a Rosztovi területen. Székhelye Bagajevszkaja.

## Népesség
- 1989-ben 32 298 lakosa volt.
- 2002-ben 34 665 lakosa volt.
- 2010-ben 34 813 lakosa volt, melyből 27 678 orosz, 3 270 török, 912 ukrán, 693 örmény, 378 koreai, 213 fehérorosz, 210 azeri, 113 moldáv, 92 mordvin, 86 dargin, 76 avar, 64 tatár, 44 német, 43 komi, 39 lezg, 34 cigány, 34 grúz, 29 üzbég stb.